# Arenifera
Arenifera là chi thực vật có hoa trong họ Aizoaceae.